# Nado sincronizado nos Jogos Europeus de 2015
As competições de nado sincronizado nos Jogos Europeus de 2015 foram disputadas no Centro Aquático de Baku, em Baku entre 12 e 17 de junho. 

## Calendário
| Junho             | 12 | 13 | 14 | 15 | 16 | 17 | 18 | 19 | 20 | 21 | 22 | 23 | 24 | 25 | 26 | 27 | 28 |
| ----------------- | -- | -- | -- | -- | -- | -- | -- | -- | -- | -- | -- | -- | -- | -- | -- | -- | -- |
| Nado sincronizado |    |    |    | 2  | 2  |    |    |    |    |    |    |    |    |    |    |    |    |

|  | Dia de competição |  | Dia de final |

## Medalhistas
| Evento                    | Ouro | Prata | Bronze |
| ------------------------- | --- | --- | --- |
| Solo detalhes             | Anisiya Neborako RUS Rússia | Berta Ferreras Sanz ESP Espanha | Anna-Maria Alexandri AUT Áustria |
| Dueto detalhes            | RUS Rússia Valeriya Filenkova Daria Kulagina | AUT Áustria Anna-Maria Alexandri Eirini-Marina Alexandri | UKR Ucrânia Yana Nariezhna Yelyzaveta Yakhno |
| Equipes detalhes          | RUS Rússia Valeria Filenkova Mayya Gurbanberdieva Veronika Kalinina Daria Kulagina Anna Larkina Anisiya Neborako Mariia Nemchinova Maria Salmina Anastasia Arkhipovskaia Elizaveta Ovchinnikova | ESP Espanha Julia Echeberria Esquivel Berta Ferreras Sanz Helena Jauma Lluch Carmen Juarez Campos Emilia Luboslavova Boneva Raquel Estefania Itziar Sanchez Irene Toledano Carmelo Sara Saldana Lopez Lidia Vigara Rodrigo | UKR Ucrânia Valeriia Aprielieva Valeriya Berezhna Veronika Gryshko Yana Nariezhna Alina Shynkarenko Kateryna Tkachova Yelyzaveta Yakhno Anna Yesipova |
| Combinação livre detalhes | RUS Rússia Valeria Filenkova Mayya Gurbanberdieva Veronika Kalinina Daria Kulagina Anna Larkina Anisiya Neborako Mariia Nemchinova Maria Salmina Anastasia Arkhipovskaia Elizaveta Ovchinnikova | ESP Espanha Julia Echeberria Esquivel Berta Ferreras Sanz Helena Jauma Lluch Carmen Juarez Campos Emilia Luboslavova Boneva Raquel Estefania Itziar Sanchez Irene Toledano Carmelo Sara Saldana Lopez Lidia Vigara Rodrigo | UKR Ucrânia Valeriia Aprielieva Valeriya Berezhna Veronika Gryshko Yana Nariezhna Alina Shynkarenko Kateryna Tkachova Yelyzaveta Yakhno Anna Yesipova |

## Quadro de medalhas
O quadro de medalhas foi publicado. 
| Ordem | País        | Medalha de ouro | Medalha de prata | Medalha de bronze |    |
| ----- | ----------- | --------------- | ---------------- | ----------------- | -- |
| 1     | RUS Rússia  | 4               |                  |                   | 4  |
| 2     | ESP Espanha |                 | 3                |                   | 3  |
| 3     | AUT Áustria |                 | 1                | 1                 | 2  |
| 4     | UKR Ucrânia |                 |                  | 3                 | 3  |
| TOTAL | TOTAL       | 4               | 4                | 4                 | 12 |